# 群戲
群戲（英語：Ensemble cast）是在戲劇作品中，將主要演員分配大致相等戲份的安排方式。又稱主演或常規角色。這種選派方式尤其在電視劇方面更為流行，因為它允許靈活運用，令作家在不同的事件中專注於不同的角色。此外在該前提下，演員的離場對故事性造成的損害，低於大牌明星從固定陣容中脫離。